# 卵形弱斑蛛
卵形弱斑蛛（学名：Ischnothyreus onus）为卵形蛛科弱斑蛛属的动物。在中国大陆，分布于杭州等地，一般栖息于落叶层的下部。